# Чемпіонат Європи з футболу 1996 (склади команд)/Франція

## Складзбірної Франціїначемпіонаті Європи 1996року
Головний тренер: Еме Жаке 
| №  | Амплуа | Гравець           | Дата народження   | Матчів | Клуб            |
| -- | ------ | ----------------- | ----------------- | ------ | --------------- |
| 1  | В      | Бернар Лама       | 7 квітня 1963     |        | Парі Сен-Жермен |
| 2  | З      | Жоселін Англома   | 7 серпня 1965     |        | Турин           |
| 3  | З      | Ерік Ді Меко      | 7 вересня 1963    |        | Монако          |
| 4  | З      | Франк Лебьоф      | 22 січня 1968     |        | Страсбург       |
| 5  | З      | Лоран Блан        | 16 лютого 1965    |        | Осер            |
| 6  | П      | Венсан Герен      | 22 листопада 1965 |        | Парі Сен-Жермен |
| 7  | П      | Дідьє Дешам       | 15 жовтня 1968    |        | Ювентус         |
| 8  | З      | Марсель Десаї     | 7 вересня 1968    |        | Мілан           |
| 9  | Н      | Юрі Джоркаеф      | 9 березня 1968    |        | Парі Сен-Жермен |
| 10 | П      | Зінедін Зідан     | 23 червня 1972    |        | Жиронден Бордо  |
| 11 | Н      | Патріс Локо       | 6 лютого 1970     |        | Парі Сен-Жермен |
| 12 | З      | Бізант Лізаразю   | 9 грудня 1969     |        | Жиронден Бордо  |
| 13 | Н      | Крістоф Дюгарі    | 24 березня 1972   |        | Жиронден Бордо  |
| 14 | П      | Сабрі Ламуші      | 9 листопада 1971  |        | Осер            |
| 15 | З      | Ліліан Тюрам      | 1 січня 1972      |        | Монако          |
| 16 | В      | Фабьєн Бартез     | 28 червня 1971    |        | Монако          |
| 17 | Н      | Мікаель Мадар     | 8 травня 1968     |        | Монако          |
| 18 | П      | Рейнальд Педрос   | 10 жовтня 1971    |        | Нант            |
| 19 | П      | Крістіан Карембьо | 3 грудня 1970     |        | Сампдорія       |
| 20 | З      | Ален Рош          | 14 жовтня 1967    |        | Парі Сен-Жермен |
| 21 | П      | Корентен Мартенс  | 11 липня 1969     |        | Осер            |
| 22 | В      | Бруно Мартіні     | 25 січня 1962     |        | Монпельє        |
|    |        |                   |                   |        |                 |